# Boarmia pallidiscaria
Boarmia pallidiscaria là một loài bướm đêm trong họ Geometridae.